# 메리테크
메리테크(Meritech, 대표 장병국)는 포터블 미디어 플레이어(PMP)와 DMB수신기, Evaluation Board 등과 같은 하드웨어 제작과 컴퓨터 관련제품 제작을 하는 컴퓨터관련계통전문회사이다. 1996년 5월 회사 설립후 Burn-In-Board를 중심으로 PCB 보드를 제작하였고, 2002년 부설연구소를 설립한 이후, 2004년에 에스톤리눅스를 흡수 합병하였다. 2008년에는 포터블 미디어 플레이어 브랜드인 '메리PMP'라는 브랜드로 출범하였으며, M35 와 M35 Touch를 출시하였다. 2009년 하반기 이전 시리즈의 후속모델인 개발코드명 '토네이도'의 출시가 예정되어있었으나, 회사의 경영 사정 악화로 출시계획이 백지화되었다.